# Bulyaga
Bulyaga ist ein Verwaltungsbezirk (Ward) des Distrikts Rungwe in der tansanischen Region Mbeya.

## Geografie
Bulyaga  ist ein Bezirk im Südwesten von Tansania, es ist ein Stadtteil im Osten von Tukuyu. Die Grenze im Westen bildet die Nationalstraße T10. Die Fläche des Bezirks beträgt 4,6 Quadratkilometer und bei der Volkszählung 2022 lebten hier 7475 Menschen in 2129 Haushalten.

## Gliederung
Der Bezirk besteht aus vier Orten (Kitongoji):
- Mpindo
- Bulyaga Juu
- Bulyaga Kati
- Igamba

## Wirtschaft und Infrastruktur
- Bildung: Die Bulyaga Secondary School und die Isongole Secondary School sind staatliche weiterführende Schulen, die Burschen und Mädchen bis zur 4. Stufe ausbilden.[5][6]
- Gesundheit: Im Bezirk liegt das Privatkrankenhaus Tukuyu Lutheran Health Center.[7]